# 玉泉湖

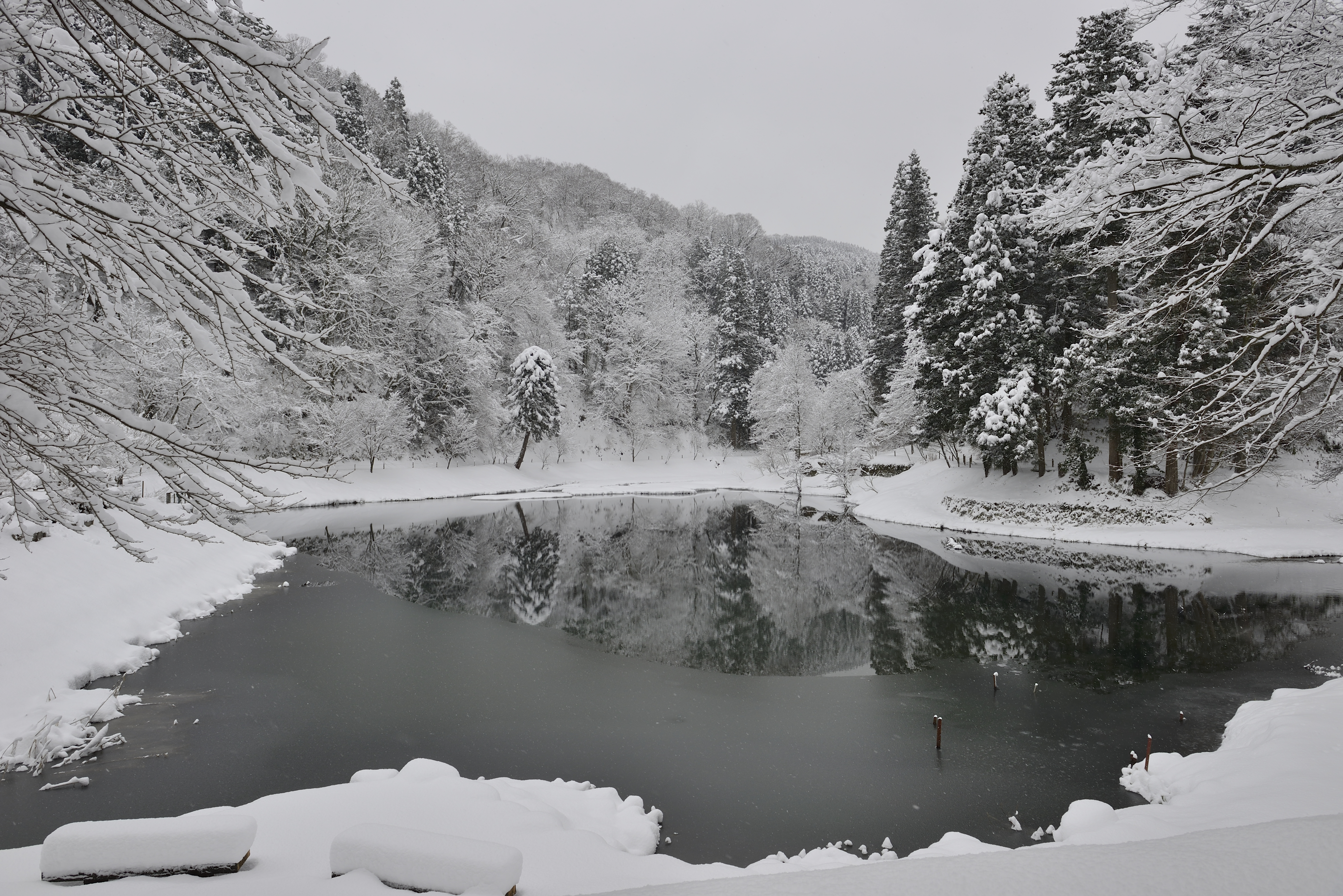
玉泉湖

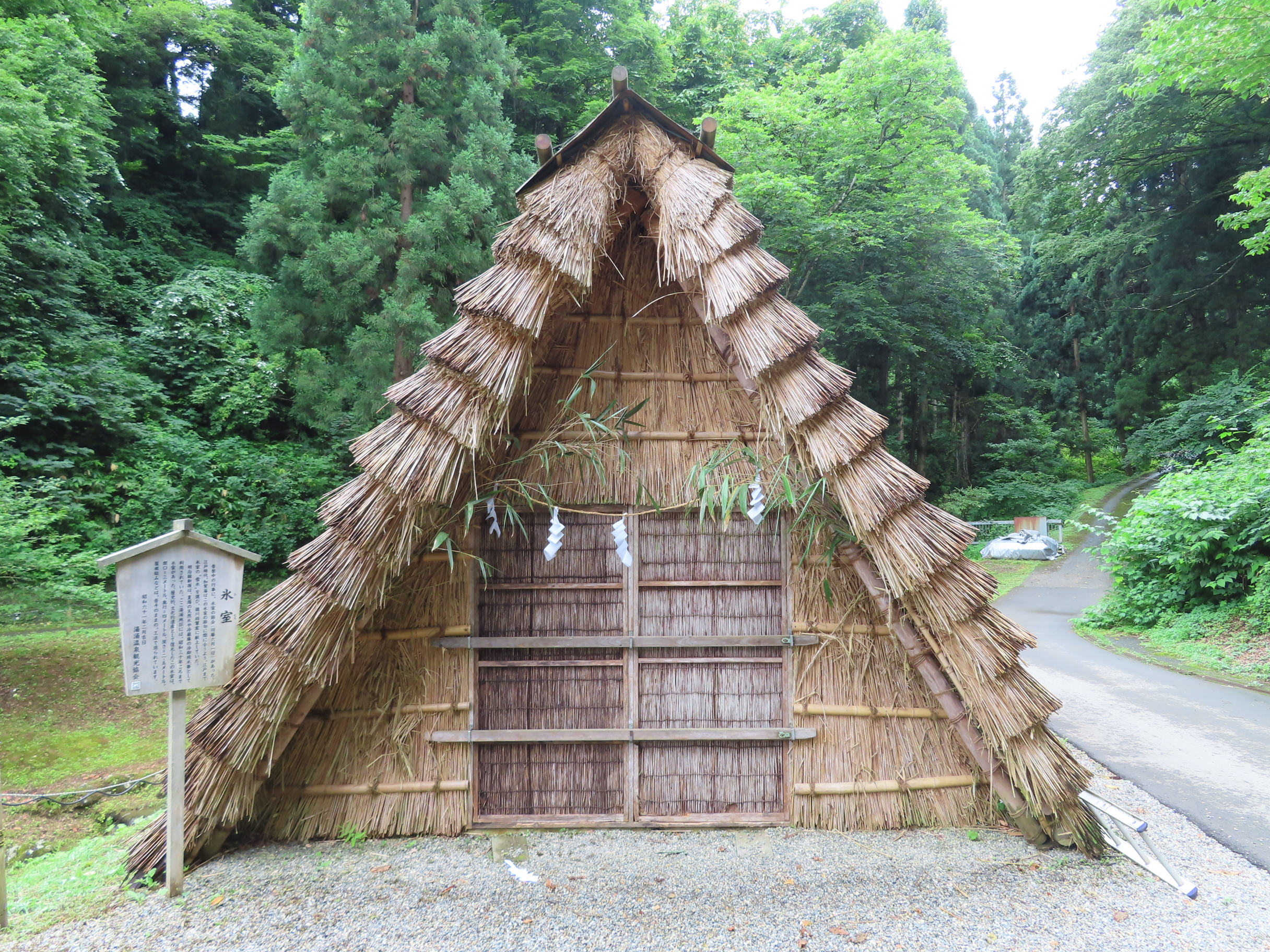
氷室小屋

玉泉湖（ぎょくせんこ,Lake Gyokusenko）は、石川県金沢市湯涌温泉にある、周囲約500mの人造湖。浅野川水系の支流である湯の川をせき止めて作られたものである。

## 概要
金沢市湯涌町の山間部に位置する堰止湖である。湯涌温泉街の最奥部にあたる。主な流入河川は2つ、流出河川は一つである。
周辺はスギの植林地であるが、ヒメアオキ、ヤマモミジ、コナラ、オニグルミ等もみられる。
かつては、隣接した台地に当温泉最大の宿泊施設白雲楼ホテルが建てられていた。
周囲は遊歩道として整備され、徒歩での散策を楽しめる。遊歩道からは、白雲楼ホテル跡地である、中の園地へ行くことができ、湖畔最奥部にはあずまや橋が架かっている。
湖畔には、金沢市で毎年行われている、冬期に保存した天然の氷をいただく行事、氷室行事で使われる氷室小屋がある。